# King Air Charter
King Air Charter es una aerolínea charter, con base en Lanseria, Sudáfrica.

## Flota
La flota de King Air Charter incluye las siguientes aeronaves (en marzo de 2008):
- 3 McDonnell Douglas DC-9-32 (dos aviones operan para 1Time)